# کریس فرکلاف
کریس فرکلاف (انگلیسی: Chris Fairclough؛ زادهٔ ۱۲ آوریل ۱۹۶۴) بازیکن فوتبال اهل بریتانیا است.
از باشگاه‌هایی که در آن بازی کرده‌است می‌توان به باشگاه فوتبال ناتینگهام فارست، باشگاه فوتبال یورک سیتی، باشگاه فوتبال لیدز یونایتد، باشگاه فوتبال بولتون واندررز، باشگاه فوتبال تاتنهام هاتسپر، و باشگاه فوتبال نوتس کانتی اشاره کرد.
وی همچنین در تیم ملی فوتبال زیر ۲۱ سال انگلستان بازی کرده‌است.